# Tezozomoc (fils d'Itzcoatl)
Pour les articles homonymes, voir Tezomoc.
Tezozómoc (on le retrouve aussi comme Huehue Tezozomoctli ou Tezozomoctzin) est un haut dignitaire aztèque. Il est le fils d'Itzcoatl, tlatoani de Tenochtitlan et quatrième souverain des Aztèques, ainsi que le père de l'empereur Axayacatl.

## Biographie
Tezozómoc est le fils d'Itzcoatl (nom signifiant « Serpent d'obsidienne »), tlatoani de Tenochtitlan. La mère de Tezozómoc est quant-à-elle la princesse Huacaltzintli, fille de Quaquapitzahuac (1er tlatoani de Tlatelolco et fils du souverain Tezozomochtli) et de la princesse Acxocueitl (elle-même fille d'Acolmiztli, tlatoani de Culhuacan). Tezozomoc naît donc dans une des dynasties les plus puissantes de l'Amérique centrale (il est le descendant des tlatoani de Tenochtitlan, Culhuacan, Tlatelolco, Azcapotzalco et Chichimèques) et, de plus, il possède des ancêtres aussi bien aztèques que toltèques, chichimèques et tépanèques. Enfin, il est également le cousin de l'empereur Moctezuma Ier.
Tezozómoc épouse la princesse Atotoztli, la fille de l'Empereur aztèque Moctezuma Ier, avec qui il a au moins quatre enfants connus :
- Axayacatl, 6e tlatoani de Tenochtitlan. Il est aussi le père des empereurs Moctezuma II et Cuitláhuac.
- Tizoc, 7e tlatoani de Tenochtitlan.
- Ahuitzotl, 8e tlatoani de Tenochtitlan. Il est le père de Cuauhtémoc, dernier souverain des Aztèques après l'invasion espagnole.
- Chalchiuhnenetzin, épouse de Moquihuix, tlatoani de Tlatelolco.